# Sanshanguowangtempel van Ping Shek Estate
Sanshanguowangtempel van Ping Shek Estate is een daoïstische tempel die gewijd is aan de daoïstische goden Sanshanguowang. Deze goden worden vooral vereerd door Hakkanezen en Chaozhounezen. De tempel werd rond 1800 gebouwd door dorpelingen van Ping Shek Tsuen (dat inmiddels niet meer bestaat) en Ho Lik Pui Tsuen. Op de plaats van het dorp staat nu een flatgebouw met de naam Ping Shek Estate. De verering van deze drie goden die samen Sanshanguowang worden genoemd, komt oorspronkelijk uit Jieyang. Vroeger stond de tempel vlak bij de zeekust. Inmiddels niet meer door landaanwinning. In 1946 werd de tempel groter gemaakt.
De tempel staat naast Ping Shek Estate in Kowloon, Hongkong. Het is een van de zes Sanshanguowangtempels in Hongkong. De meeste van Hongkong staan op Lamma-eiland.